# Cyprinodontoidei
Die Cyprinodontoidei sind eine Unterordnung der Zahnkärpflinge (Cyprinodontiformes). Die kleinen Süß- und Brackwasserfische kommen in Süd-, Mittel- und dem östlichen Nordamerika, auf den Inseln der Karibik, entlang der Mittelmeerküsten, in der Türkei und in Afrika vor.

## Merkmale
Die Fische sind schlank bis gedrungen, im Querschnitt meist drehrund, und werden 2,5 bis 32 Zentimeter lang. Im Unterschied zur Zahnkärpflingsunterordnung Aplocheiloidei, deren Bauchflossenbasen nah zusammenstehen, stehen sie bei den Cyprinodontoidei weit auseinander. Ein Metapterygoid fehlt, bei den Cyprinodontoidei ist dieser Schädelknochen vorhanden. Die Cyprinodontoidei besitzen zwei Basibranchiale (Knochen an der Basis des Kiemenbogens), die Aplocheiloidei drei. Die obere (dorsale) Hypohyale, ein Knochen des Branchiostegalapparats, fehlt. Der Meniskus zwischen Prämaxillare und Maxillare fehlt. Der Unterkiefer ist robust und mittig verbreitert. Eine vorn liegende Erweiterung der Autopalatine, eines paarigen Knochens im Gaumen der Fische, ist geknickt und hammerförmig. Das Ligament, das normalerweise vom Innenbereich der Maxillare zur Mitte des schnauzenwärts gelegenen Knorpels verläuft, fehlt.

## Innere Systematik
Zur Unterordnung der Cyprinodontoidei gehören 620 Arten in 95 Gattungen, die folgenden 13 Familien zugeordnet sind:
- Familie Anablepidae
- Familie Aphaniidae[1]
- Familie Cubanichthyidae
- Familie Cyprinodontidae
- Familie Südamerikanische Leuchtaugenfische (Fluviphylacidae)
- Familie Fundulidae
- Familie Hochlandkärpflinge (Goodeidae)
- Familie Andenkärpflinge (Orestiidae)
- Familie Pantanodontidae[2]
- Familie Lebendgebärende Zahnkarpfen (Poeciliidae)
- Familie Afrikanische Leuchtaugenfische (Procatopodidae)
- Familie Profundulidae
- Familie Valenciidae